# Good Sign
Good Sign è un singolo della cantante svedese Emilia, pubblicato il 22 febbraio 1999 come secondo estratto dall'album Big Big World.

## Descrizione
Il singolo è stato pubblicato il 22 febbraio 1999] per l'etichetta discografica Universal e la canzone da cui ha preso il titolo è stata scritta dalla cantante stessa insieme a Günter "Yogi" Lauke, che ne ha curato anche la produzione insieme a Hurb.

## Tracce
CD-Maxi (Universal 087 206-2)
1. Good Sign (K-Klass Radio Mix) - 3:43
2. Good Sign (Album Version) - 3:02
3. Good Sign (Pierre J's Good 12") - 5:33
4. Good Sign (K-Klass Bunker Dub) - 6:24

## Classifiche
| Paese             | Posizione massima |
| ----------------- | ----------------- |
| Svezia            | 16                |
| Francia           | 21                |
| Svizzera          | 27                |
| Belgio (Vallonia) | 28                |
| Austria           | 34                |
| Belgio (Fiandre)  | 44                |
| Paesi Bassi       | 52                |
| Regno Unito       | 54                |